# Агафонова, Полина Владиславовна
Поли́на Владисла́вовна Агафо́нова (род. 2 апреля 1996, Северодвинск) — российская фигуристка, выступавшая в одиночном катании. Победительница международного Кубка Ниццы (2011) и серебряный призёр Кубка России (2013). На юниорском уровне стала чемпионкой России (2010), бронзовым призёром чемпионата мира (2010), а также выиграла Европейский Олимпийский фестиваль (2011). Мастер спорта России.
После завершения соревновательной карьеры в 2015 году, начала работать тренером и судьёй по фигурному катанию.

## Карьера
Родилась 2 апреля 1996 года в семье спортсменов. В детстве Полина часто болела, у неё была выявлена бронхиальная астма. По этой причине переехала с родителями из родного Северодвинска, который располагается на Крайнем Севере, в Санкт-Петербург.
Увлеклась фигурным катанием после просмотра Олимпиады 2002 года. Когда олимпийские соревнования завершились, Полина попросила маму сводить её в ледовый дворец на сеанс массового катания, а вскоре уговорила записать в спортивную школу. В семь-восемь лет родители хотели отдать дочь в плаванье или лёгкую атлетику, но маленькая Полина настояла на своём выборе фигурного катания. Её первым тренером стала Татьяна Косицына. В 2009 году Агафонова выступила на Первенстве России среди юниоров, на котором среди двадцати участниц заняла седьмое место.
В сезоне 2009/2010 произошло улучшение результатов. Полина получила распределение на два этапа юниорского Гран-при, проходившие в Польше и Германии. Первый из них завершила лишь шестой, тем самым лишив себя шансов на попадание в финальный турнир серии. С немецкого этапа вернулась с бронзовой наградой. В феврале 2010 года оказалась триумфатором юниорского Первенства страны, являющееся отборочным соревнованием на чемпионат мира среди юниоров. На юниорском чемпионате мира в Гааге завоевала бронзу, показав лучший результат среди трёх российских девушек. В межсезонье перешла тренироваться в группу олимпийского чемпиона Алексея Урманова.
Полина оказалась не готова к неожиданному взлёту, и по собственным словам, не справилась с ответственностью первого номера сборной. Этапы Гран-при и юниорский чемпионат страны завершила вне пьедестала. В конце сезона 2010/2011 сумела одержать победу на Европейском юношеском Олимпийском фестивале. После чего вице-президент Федерации фигурного катания Александр Лакерник назвал Агафонову одной из олимпийских надежд России.
На Кубке Ниццы 2011, который оказался для неё первым международным соревнованием на взрослом уровне, выиграла и короткую, и произвольную программу. В 2013 году в соперничестве с Алёной Леоновой и Николь Госвияни стала серебряным призёром финала Кубка России. Затем сменила тренировочную команду: начала кататься у Евгения Рукавицина, который, как и прежний тренер Полины Алексей Урманов, работал в Академии фигурного катания на коньках Санкт-Петербурга.
С новым тренером Агафонова провела один соревновательный сезон. Затем её начали беспокоить травмы, в том числе была обнаружена паховая грыжа. Реабилитационный период после операции продолжался длительное время, но полностью восстановиться фигуристке не удавалось. По этой причине в мае 2015 года девятнадцатилетняя Полина решила завершить спортивную карьеру. Поступила в Университет имени Лесгафта и начала тренировать начинающих спортсменов. Также получила судейскую лицензию и стала работать на региональных соревнованиях одиночного и парного катания в качестве технического специалиста, который фиксирует элементы, недокруты и падения.

## Программы
| Сезон     | Короткая программа            | Произвольная программа                                |
| --------- | ----------------------------- | ----------------------------------------------------- |
| 2011–2012 | - «Малагенья» Эрнесто Лекуона | - Музыка из фильма «Матрица» В исполнении Роба Дугана |
| 2010–2011 | - Танец «Коробушка»           | - «Графиня Марица» Имре Кальман                       |
| 2009–2010 | - Танец «Коробушка»           | - «Ромео и Джульетта» Пётр Ильич Чайковский           |

## Результаты

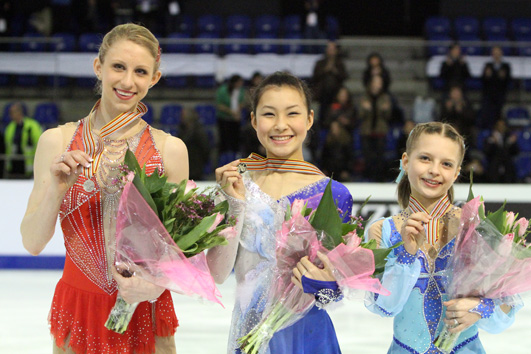
Призёры юниорского чемпионата мира 2010 года
(слева направо):
Агнес Завадски — серебряный призёр (15 лет),
Канако Мураками — победительница (15 лет),
Полина Агафонова — бронзовая медалистка (13 лет)

| Соревнование                       | 08/09         | 09/10         | 10/11         | 11/12         | 12/13         | 13/14         |
| Международные                      | Международные | Международные | Международные | Международные | Международные | Международные |
| ---------------------------------- | ------------- | ------------- | ------------- | ------------- | ------------- | ------------- |
| Кубок Ниццы                        |               |               |               | 1             | 6             | 4             |
| NRW Trophy                         |               |               |               |               |               | 2             |
| Triglav Trophy                     |               |               |               |               | 3             |               |
| Международные среди юниоров        |               |               |               |               |               |               |
| Чемпионат мира среди юниоров       |               | 3             |               |               |               |               |
| Этап юниорского Гран-при: Австрия  |               |               | 7             | 3             |               |               |
| Этап юниорского Гран-при: Германия |               | 3             | 4             |               |               |               |
| Этап юниорского Гран-при: Латвия   |               |               |               | 3             |               |               |
| Этап юниорского Гран-при: Польша   |               | 6             |               |               |               |               |
| Европейский Олимпийский фестиваль  |               |               | 1             |               |               |               |
| Национальные                       |               |               |               |               |               |               |
| Чемпионат России                   |               | 10            | 9             | 14            |               | 16            |
| Первенство России среди юниоров    | 7             | 1             | 7             | 4             |               |               |
| Финал Кубка России                 |               |               |               |               | 1             |               |